# Svatý Jeroným v pustině (Dürer)

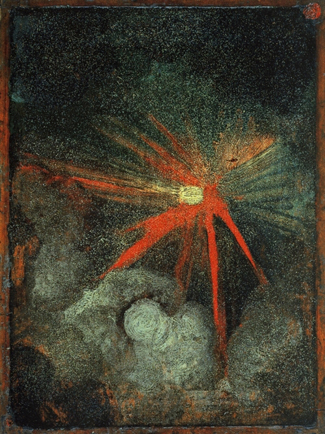
Zadní strana obrazu

Svatý Jeroným v pustině je oboustranný obraz, olej na desce z hruškového dřeva německého renesančního umělce Albrechta Dürera, vytvořený kolem roku 1496, nyní ve sbírkách Národní galerie v Londýně. Velikost obrazu je 23,1 cm × 17,4 cm.

## Dějiny
Práce byla přisouzena Dürerovi v roce 1957 na základě podobnosti mezi zobrazením lva a podobným zvířetem na kresbě z umělcovy druhé cesty do Benátek, nyní ve sbírkách Hamburger Kunsthalle. Lev byl téměř jistě zobrazen podle podoby lva svatého Marka v Benátkách. 
Obraz byl dříve ve Fitzwilliamově muzeu v Cambridge a později jej koupilo londýnské muzeum. 
Svatý Jeroným byl v té době běžným námětem uměleckých děl. Dürera k tomuto obrazu pravděpodobně inspiroval podobnou tvorbou Giovanni Bellini nebo jiní umělci, jež ovlivnil Andrea Mantegna.

## Popis
Jeroným je zobrazen před svou poustevnou, obklopen všemi symboly, které mu byly tradičně připisovány: zkrotlý lev, klobouk a kardinálský oděv na zemi (symbol odmítnutí pozemských poct), kniha (Jeroným byl překladatelem Vulgáty), kámen, kterým se zraňoval, a krucifix, který používal při modlitbách. 
Vyobrazení přírody je typické pro severoevropské umění, s četnými detaily, jako jsou malí ptáci, bílý motýl ve spodní části, jakož i jemné vykreslení kůry kmene nebo zobrazení stébel trávy. Obloha v pozadí je podobná Dürerově akvarelu Rybník v lese, který se dnes nachází ve sbírkách Britského muzea. 

## Zadní strana malby
Na zadní straně obrazu je zajímavý výjev, pravděpodobně meteor nebo kometa. Dürerovou inspirací mohlo být zobrazení komety v Norimberské kronice z roku 1493. Tyto dřevoryty jsou však velmi stylizované a nemají za účel zobrazit skutečnou podobu komety, zatímco Dürerův obraz vyvolává dojem skutečného pozorování, stejně jako planoucí hvězda v Dürerově tajemné rytině Melancholie I, publikované v roce 1514. 
Jestliže Dürerův obraz představuje skutečný nebeský úkaz, přicházejí v úvahu tři možné náměty: 
Prvním námětem je kometa z roku 1491. Dr. Sten Odenwald uvedl, že „pravděpodobně šlo o kometu 1491 B1 v únoru toho roku, ale oběžné dráhy této komety jsou velmi nejisté“; Web NASA souhlasí s Odenwaldovým komentářem k oběžné dráze.
Druhým možným námětem je Ensisheimův meteorit. Toto vysvětlení navrhla Ursula B. Marvin ve vztahu k rytině Melencolia I. Meteorit dopadl v Alsasku dne 7. listopadu 1492. 
Třetím možným námětem je kometa z roku 1493, uvedená v hesle Chronologie díla Sira Davida Brewstera Edinburská encyklopedie, k níž autor upřesňuje, že „kometa byla viditelná před a po průchodu poledníkem.“